# Tadija Sondermajer
Tadija (Tadeusz) Sondermajer, cyr. Тадија Сондермајер (ur. 19 lutego 1892 w Belgradzie, zm. 10 października 1967 tamże) – serbski i jugosłowiański pilot wojskowy i cywilny, inżynier lotnictwa.

## Dzieciństwo i młodość
Był synem Romana Sondermajera, lekarza wojskowego pochodzenia niemiecko-polskiego, absolwenta Uniwersytetu Jagiellońskiego i Stanisławy Đurić, córki generała armii serbskiej. Miał troje rodzeństwa (dwóch braci i siostrę). Tadija ukończył naukę w gimnazjum w Belgadzie, a następnie wyjechał do Niemiec na studia z zakresu architektury.

## Służba w armii serbskiej i francuskiej
Po wybuchu I wojny bałkańskiej Tadija Sondermajer przerwał studia i powrócił do Serbii, gdzie wstąpił wraz z bratem Władysławem na ochotnika do wojska. Awansowany na podporucznika został dowódcą ambulansu sanitarnego i tę funkcję pełnił do końca wojny.
Po wybuchu I wojny światowej ponownie zostaje zmobilizowany i służył jako oficer 4 pułku piechoty. Zimą 1915/1916 wraz ze swoją jednostką przeszedł przez północną Albanię i dotarł na Korfu. W kwietniu 1916 wstąpił do formowanej w okolicach Salonik pierwszej eskadry serbskiego lotnictwa wojskowego i po przeszkoleniu stacjonował do 1917 w rejonie Skidry. Tam też wykonywał swoje pierwsze loty bojowe.
W listopadzie 1917 zachorował na malarię i wyjechał na trzymiesięczną kurację do Francji. Po zakończeniu kuracji uczył się w szkole dla francuskich pilotów wojskowych w Cazaux. W początkach marca 1918 r. trafił do jednej z najlepszych francuskich eskadr myśliwskich, dowodzonej przez Georgesa Guynemera, a po jego śmierci przez René Foncka. Sondermajer służył w niej od 1 marca do 21 maja, zaliczając w tym czasie dwa zwycięstwa powietrzne. 21 maja w czasie patrolu zestrzelił nieprzyjacielski samolot, ale sam musiał lądować przymusowo z powodu uszkodzenia maszyny i pożaru. Z poważnymi oparzeniami głowy i nóg trafił do szpitala, gdzie spędził cztery miesiące. W 1918 uzyskał stopień kapitana. Po ukończeniu leczenia został zdemobilizowany i podjął naukę w École aéronautique supérieure, którą ukończył z dyplomem inżyniera lotnictwa.

## Powrót do Belgradu
Po ukończeniu nauki we Francji w 1922 powrócił do Belgradu. Zaangażował się w działalność serbskiej Aeroklubu, który założyła w 1921 r. grupa serbskich pilotów, weteranów I wojny światowej. 14 maja 1922 został wybrany wiceprezesem organizacji i pełnił tę funkcję do roku 1941. W jej imieniu podjął negocjacje z firmą lotniczą SIDNA organizującą loty pasażerskie na linii Paryż-Stambuł, aby dołączyć Belgrad do listy połączeń obsługiwanych przez tę firmę. 25 marca 1923 po raz pierwszy samoloty SPAD wylądowały na lotnisku k. Pančeva, co spowodowało, że Jugosławia dołączyła do listy państw obsługiwanych przez międzynarodowe połączenia lotnicze. W Pančevie zbudowano w tym czasie hangary i warsztat remontowy.

## Przelot na trasie Paryż-Bombaj

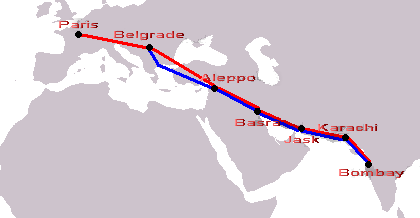
Trasa przelotu Sondermajera i Bajdaka

W 1927 Sondermajer zaangażował się w realizację projektu budowy lotnisk w Belgradzie i Zagrzebiu i aktywnego włączenia się Jugosławii do międzynarodowej komunikacji lotniczej. Aby przekonać społeczeństwo Jugosławii do konieczności budowy infrastruktury lotniczej w 1927 zdecydował się wspólnie z Leonidem Bajdakiem podjąć próbę przelotu samolotem Potez XXV z Paryża do Bombaju. Inspiracją dla Sondermajera był wyczyn Bolesława Orlińskiego i Leonarda Kubiaka, którzy w 1926 przelecieli samolotem Bréguet 19 A2 z Warszawy do Tokio. 20 kwietnia 1927 samolot Potez wystartował z Paryża i dotarł bez problemów do Bombaju. W drodze powrotnej piloci skierowali się do Belgradu. 2 maja 1927 po przebyciu trasy liczącej 14 800 km. wylądowali na lotnisku w Zemunie, gdzie powitał ich tłum liczący 50 tysięcy ludzi. Za poświęcenie i odwagę Sondermajer został odznaczony Orderem Orła Białego 4 kl.

## Działalność zawodowa i sportowa
W 1927 powstała w Belgradzie jugosłowiańska spółka akcyjna Autoput, która miała zająć się organizowaniem transportu lotniczego w Jugosławii, a jej pierwszy dyrektorem został wybrany Sondermajer.
W maju 1931 Sondermajer wyjechał wraz z grupą najlepszych pilotów jugosłowiańskich na międzynarodowe zawody, które odbyły się w czeskim Pilźnie. Wzięło w nich udział 19 pilotów z czterech krajów. Zawody w lataniu precyzyjnym zakończyły się sukcesem Sondermajera, a kolejne dwa miejsca na podium zajęli jego rodacy. Po powrocie do kraju Sondermajer zajął się propagowaniem sportu lotniczego wśród młodzieży jugosłowiańskiej wygłaszając odczyty, a także współtworząc Aeroklub działający na Uniwersytecie Belgradzkim. Po zakończeniu II wojny światowej represjonowany za współpracę z władzami jugosłowiańskimi w okresie międzywojennym. Z więzienia został uwolniony dzięki interwencji jego żony u ministra Aleksandra Rankovicia. Po uwolnieniu pracował jako inżynier w przedsiębiorstwie Polet i do końca życia nie zasiadł za sterami samolotu.

## Pamięć
W 2010 ukazała się biografia Sondermajera pióra Radmiły Tonković. Jedna z ulic w Belgradzie nosi imię Sondermajera, w 2017 upamiętniono go także popiersiem znajdującym się przy ulicy Kosty Stojanovicia, w centrum Belgradu. Na popiersiu umieszczono dwa imiona: Tadija i Tadeusz.
Był żonaty (żona Milica Petrović, córka generała armii jugosłowiańskiej), miał dwóch synów.